# 安克巴赫河 (白瓦萊普河支流)
47°37′59″N 11°51′12″E / 47.63297°N 11.85341°E

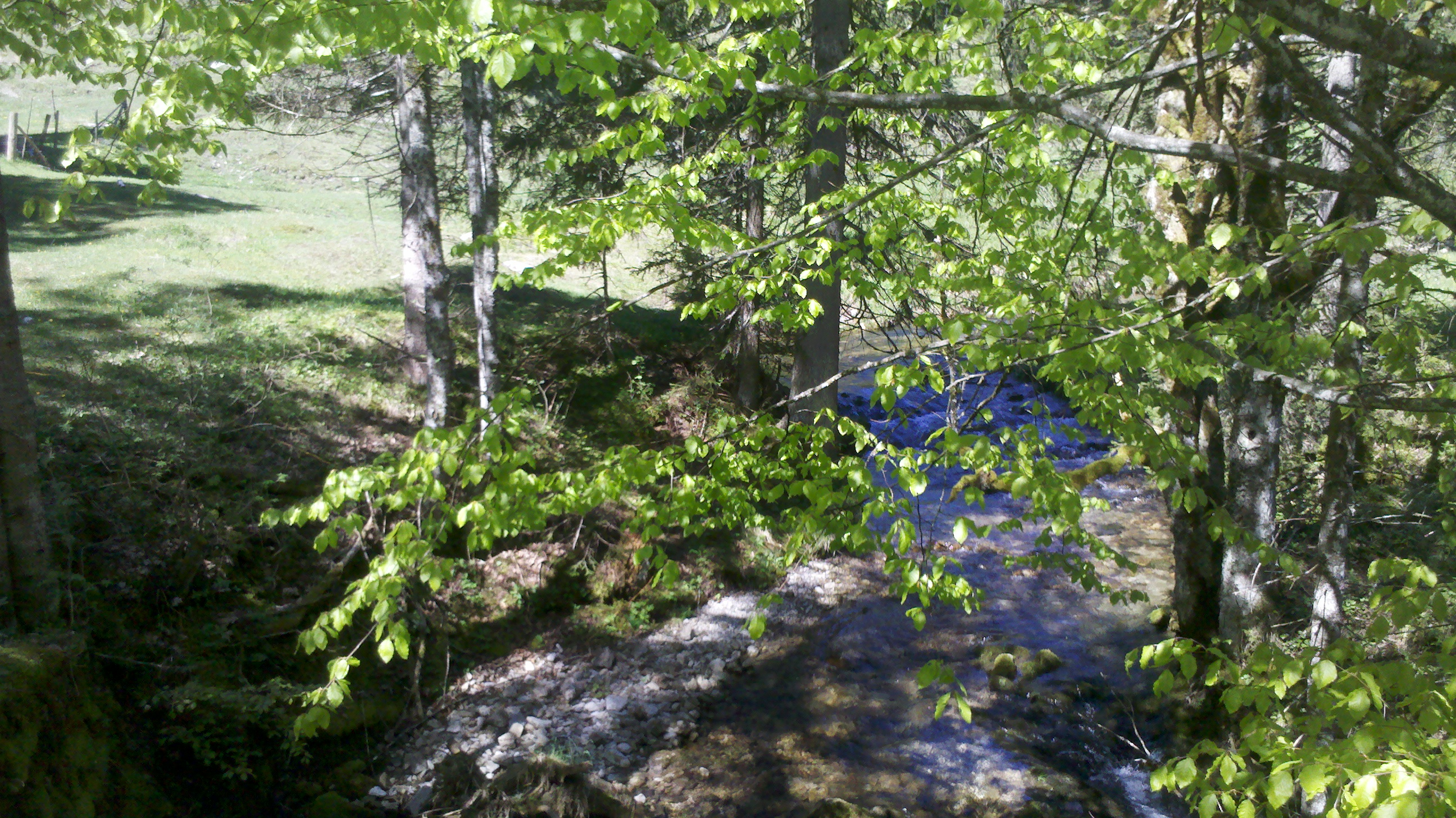

安克巴赫河（德語：Ankerbach），是德國的河流，位於該國東南部，由巴伐利亞負責管轄，屬於白瓦萊普河的支流，河道全長2.7公里，流域面積4.1平方公里。